# Garageland
Garageland byla novozélandská rocková skupina, založená v červenci 1992 v sestavě Jeremy Eade (zpěv, kytara), Mark Silvey (baskytara) a Andrew Gladstone (bicí). Později se ke skupině přidala ještě Debbie Silvey (kytara) a v roce 1995 skupina podepsala smlouvu s vydavatelstvím Flying Nun Records. V roce 1997 skupina vydala své první album nazvané Last Exit to Garageland. Na jejich písni „Feel Alright“ vydané pouze jako singl hrál na klavír John Cale. Následovala ještě alba Do What You Want (1999) a Scorpiorighting (2002). Po třetím albu se skupina rozpadla. V roce 2007 byla obnovena pro jeden koncert.
Svůj název skupina převzala ze stejnojmenné písně skupiny The Clash.